# Hrádek nad Nisou
Hrádek nad Nisou (německy Grottau, polsky Gródek nad Nysą) je město v okrese Liberec v Libereckém kraji. Leží v Žitavské pánvi na okraji Lužických hor, asi dvacet kilometrů severozápadně od Liberce a šest kilometrů jihovýchodně od Žitavy, blízko česko-německo-polského trojmezí. Protéká jím Lužická Nisa. Včetně všech částí ve městě žije přibližně 7 900 obyvatel.
Nedaleko města je zatopený lignitový důl Kristýna, který slouží jako rekreační areál. Město je členem mikroregionu Hrádecko – Chrastavsko a udržuje těsné kulturní vztahy s německým městem Žitava a polským městem Bogatynia. Historické jádro města je od roku 2003 městskou památkovou zónou.

## Historie

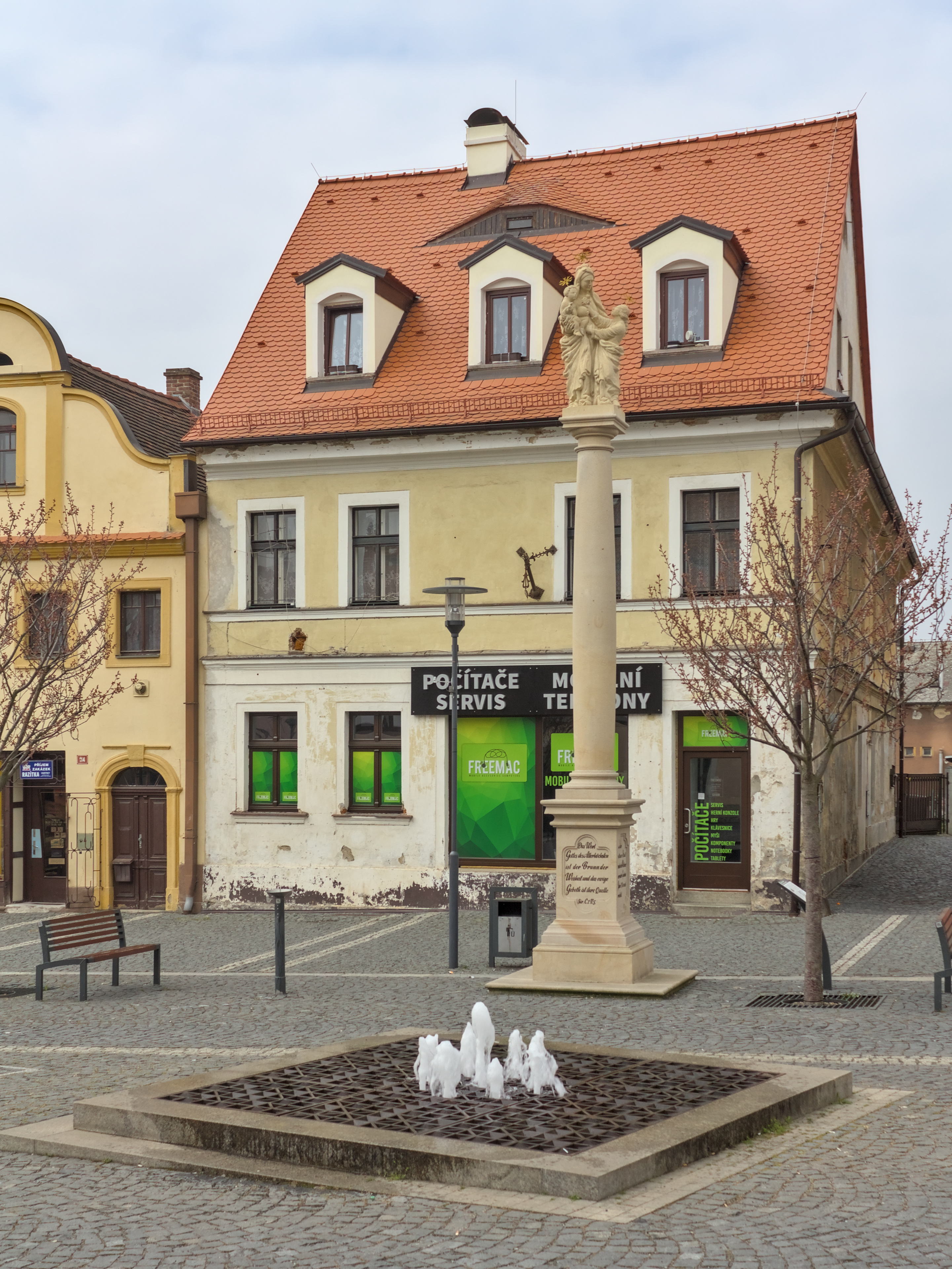
Horní náměstí s fontánou a morovým sloupem svaté Anny

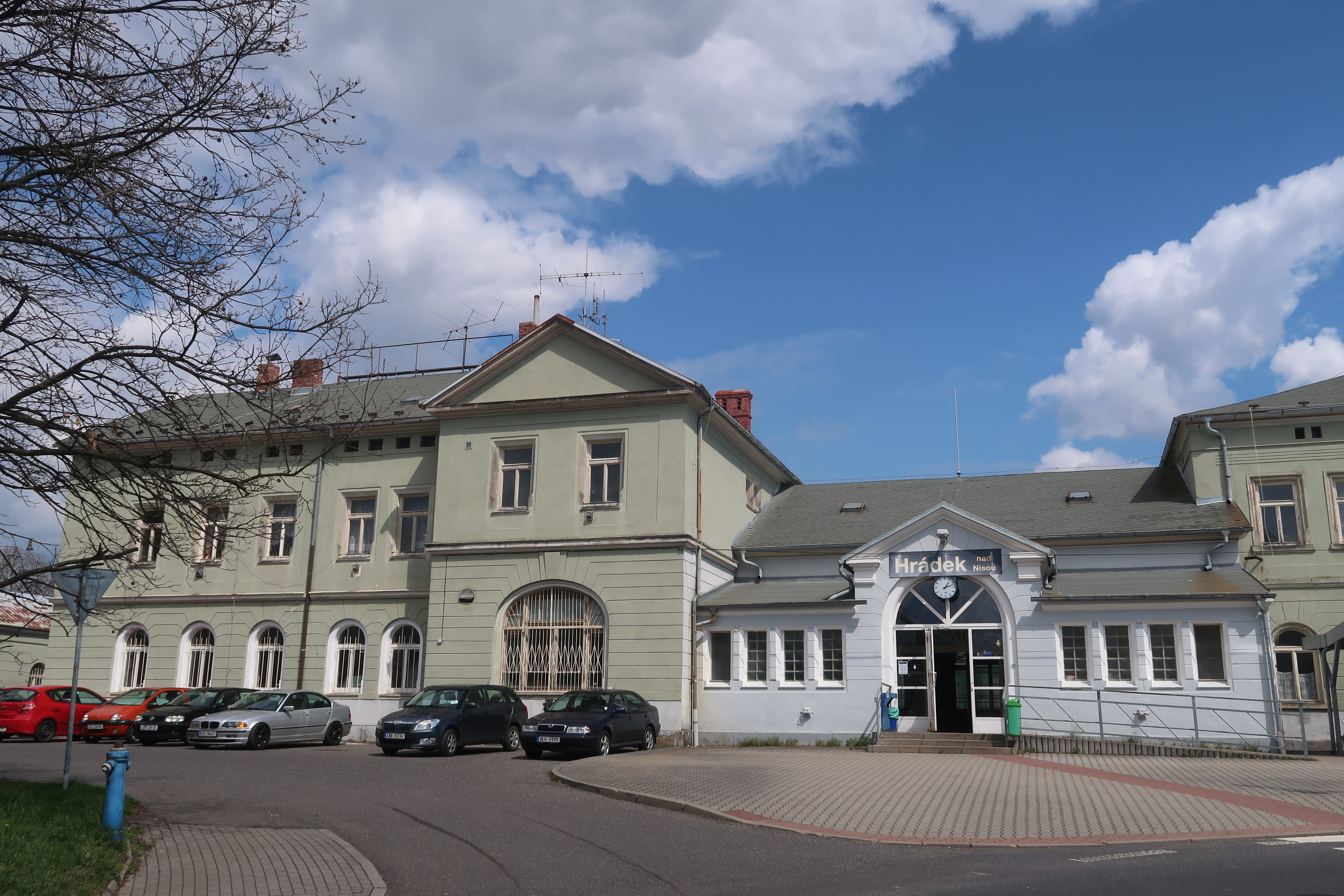
Železniční stanice

Traduje se, aniž by pro to existoval písemný či archeologický důkaz, že již v 10. století vybudovali v údolí Lužické Nisy slovanští obyvatelé z kmene Milčanů nevelkou osadu s názvem Gród (hrad). Postupně však v oblasti převládlo obyvatelstvo německé národnosti, pozvané sem králem Přemyslem Otakarem II.
První písemná zmínka o Hrádku, zvaného tehdy Gra(d) pochází z roku 1287 a je dnes uložena v Národním archivu v Praze ve formulářové sbírce pražského biskupa Tobiáše z Bechyně. Hrádecko bylo původně součástí tzv. župy Záhvozdí, od 12. století bylo částí Českého království a procházela jím důležitá obchodní stezka z Prahy k Baltskému moři. Od 13. století patřil pod panství Grabštejn, v jehož držení se vystřídaly rody pánů z Donína, Mehlů ze Střelic, Hoffmannů z Grünbühelu, z Čirnhausu, Valdštejna, Nostic, Trauttmansdorffu, Gallasů a Clam-Gallasů. Ve 14. století si ve městě pánové z Donína postavili hrad, na jehož místě byla v 18. století zřízena textilní manufaktura.
Město vypálili husité a bylo poničeno pruskými vojsky roku 1866. Dočkalo se ale i přízně ze strany své vrchnosti. V roce 1581 Jiří Mehl ze Střelic vymohl městu u císaře právo trhu, konaného každý pátek, a to ke škodě sousední královské Žitavy, do jejíhož mílového práva Hrádek náležel. V roce 1655 městečku zase Adam Matyáš, hrabě Trauttmansdorff odpustil měšťanům robotu výměnou za plat 60 zlatých ročně. V letech 1764 a 1779 Hrádek navštívil císař Josef II. a v roce 1938 říšský maršál Hermann Göring. Město bylo do poloviny 20. století převážně německé, česká škola zde vznikla až roku 1925. Za druhé světové války pracovali ve zdejším zbrojním závodě Spreewerke stovky zahraničních dělníků na nucených pracích. Po skončení války byla většina zdejších původních obyvatel vysídlena.

## Obyvatelstvo
| Rok            | 1869  | 1880  | 1890  | 1900  | 1910  | 1921  | 1930  | 1950  | 1961  | 1970  | 1980  | 1991  | 2001  | 2011  | 2021  |
| -------------- | ----- | ----- | ----- | ----- | ----- | ----- | ----- | ----- | ----- | ----- | ----- | ----- | ----- | ----- | ----- |
| Počet obyvatel | 2 202 | 3 302 | 3 903 | 4 145 | 4 477 | 3 891 | 4 201 | 2 975 | 3 275 | 3 759 | 4 474 | 4 269 | 4 121 | 4 216 | 4 365 |
| Počet domů     | 232   | 311   | 336   | 387   | 424   | 457   | 539   | 543   | 1 083 | 479   | 503   | 519   | 525   | 592   | 612   |

## Městská správa

### Části města
- Dolní Sedlo bývalo majetkem žitavského špitálu, v jeho okolí jsou pískovcové skály a nacházejí se zde zkameněliny.
- Dolní Suchá je v záznamu z roku 1562 nazývána Dolleyssy Bertelsdorf. V obci bylo na přelomu 19. a 20. století 122 domů s 800 obyvateli a velká textilní továrna Limburger.
- Donín byl původně samostatná obec založená údajně drážďanskými osadníky ve 13. století. Součástí Hrádku se stal po druhé světové válce. Historickou památkou je sousoší „Pieta“.
- Horní Sedlo (Paß) je nejvýše položenou obcí Hrádecka, připomínanou od riku 1628. Místní obyvatelé se živili jako dřevorubci a domácí tkalci, docházelo zde k přepadání pocestných a úkryt zde nacházeli pašeráci. Obec patřívala do okresu Jablonné v Podještědí a ve třicátých letech 20. století zde bylo postaveno pásmo železobetonových bunkrů na obranu republiky.
- Hrádek nad Nisou
- Loučná byla založena saskými přistěhovalci snad již ve 13. století. V 19. století vzniklo v obci několik textilních továren (například Leitenberger), ale také cihelna, slévárna a také chemická a strojírenská továrna.
- Oldřichov na Hranicích je rozdělenou obcí jejíž jedna část leží na polském území, kde se jmenuje Kopaczów. První zmínka o vsi je z roku 1287.[4]
- Uhelná byla založena počátku 18. století neznámým uhlířem.
- Václavice jsou poprvé zmíněny roku 1326. Nedaleko vsi jsou pískové lomy a býval zde i důl na markazit. Bylo zde založeno jedno z prvních jednotných zemědělských družstev v celé republice.

### Městské symboly
Znak a vlajka byly městu uděleny rozhodnutím předsedy Poslanecké sněmovny Parlamentu České republiky dne 18. dubna 2014.

## Hospodářství
V okolí města byly v 19. století otevřeny doly na těžbu lignitu. V 19. a 20. století se stalo významným střediskem textilního a strojírenského průmyslu. Působila tady např. zbrojovka Walther, továrna na vlněné a bavlněné zboží nebo závod na výrobu pneumatik Elliot. Dnes zde jsou následující podniky:
- Vulkan Medical
- Ernst Bröer
- KSM Castings CZ
- Tristone Flowtech Czech Republic
- EFTEC (Czech Republic)
- Drylock Technologies
- Hunter

Od 8. října 2006 je v obci v provozu sluneční elektrárna (největší v Česku do 30. ledna 2007, kdy byla spuštěna elektrárna v Bušanovicích) využívající fotovoltaické články s maximálním výkonem 61 kW. Panely jsou umístěny na střeše Základní školy T. G. Masaryka.

## Doprava
Roku 1859 byl zahájen provoz na železniční trati z Liberce přes Hrádek nad Nisou do německé Žitavy a dále do Löbau. Trať 089, jak je značena v jízdním řádě, dnes vede v úseku Liberec – Hrádek nad Nisou – Žitava – Varnsdorf, zde se trať dělí na větve do Rybniště a německého Seifhennersdorfu. V Hrádku se nachází nádraží, na němž staví osobní vlaky z Liberce do Rybniště, resp. Seifhennersdorfu, které na základě vítězství ve výběrovém řízení provozuje německý dopravce Vogtlandbahn. V Hrádku mají zastávku i spěšné vlaky z Liberce do Drážďan.
Město leží v integrovaném dopravním systému Libereckého kraje IDOL. Obcí prochází silnice I/35.

## Školství

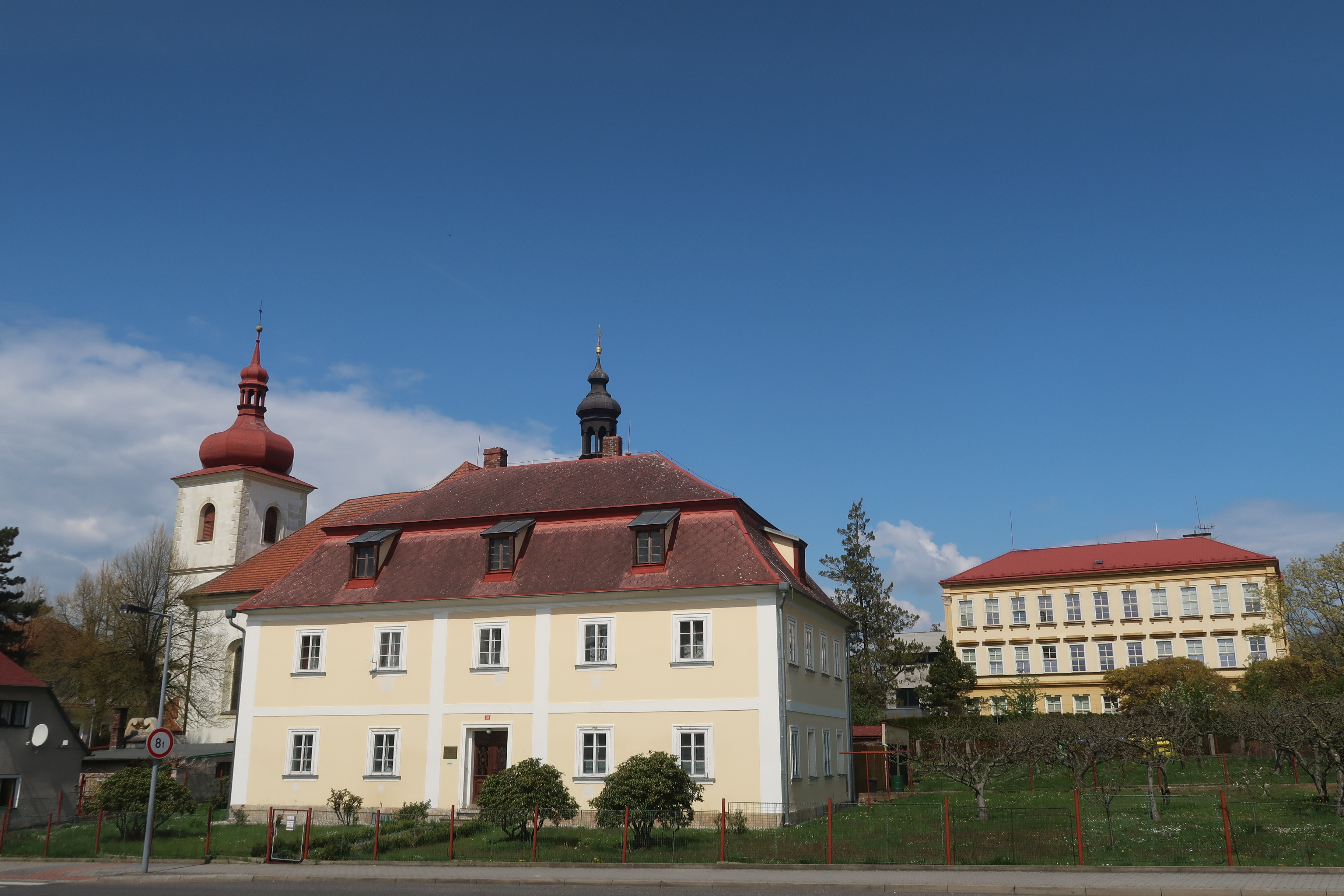
Kostel svatého Bartoloměje, fara a škola pohledem z Liberecké ulice

Město má čtyři mateřské a čtyři základní školy.

## Pamětihodnosti
- Kostel svatého Bartoloměje – poprvé zmiňován roku 1287,[4] v roce 1586 byl renesančně přestavěn. Jeho dnešní podoba je z roku 1764.
- Chrám Pokoje – postaven v letech 1900–1901 v novogotickém stylu jako kostel luteránský. Dnes patří církvi československé husitské.
- Celní kámen – z 19. století, připomínkou rakousko-německého ujednání o clech. Nachází se v prostorách celnice v Žitavské ulici.
- Rybářský kamen – z roku 1565, stával u hraničního Bílého potoka a rozhraničoval rybářské revíry. Dnes je umístěn v Tovární ulici.
- Trojmezí – místo setkání české, německé a polské hranice při ústí Oldřichovského potoka do Lužické Nisy.
- Hrad Grabštejn – významný hrad tvoří dominantu celého Hrádecka. Původně raně gotický hrad, renesančně přestavěn (unikátní kaple svaté Barbory). Ve 20. století poničen a téměř zapomenut, dnes nákladně restaurován.
- Restaurace Lidový dům
- Meteorologický sloup z roku 1927 umístěný při vstupu do městského parku.[12]
- Rekreační areál Kristýna – vznikl zatopením lignitového dolu v 70. letech 20. století. Nabízí ubytování, podmínky k provozování vodních sportů a rybaření.[13]
- Popova skála – 568 metrů vysoký vrch s vyhlídkou v Lužických horách
- Horní skály (Obrvégry) – skupina skal nedaleko Horního sedla s mnoha horolezeckými terény
- Trojmezí (Lužická Nisa) na Česko-německo-polské státní hranici

## Rodáci
- Franz Sitte (1896–1960), katolický kněz německého původu, oběť komunistického režimu v Československu
- Eduard Winter (1896—1982), německý historik filosofie a náboženství

## Partnerská města
- Bogatynia, Polsko
- Kralupy nad Vltavou, Česko
- Žitava, Německo

## Galerie

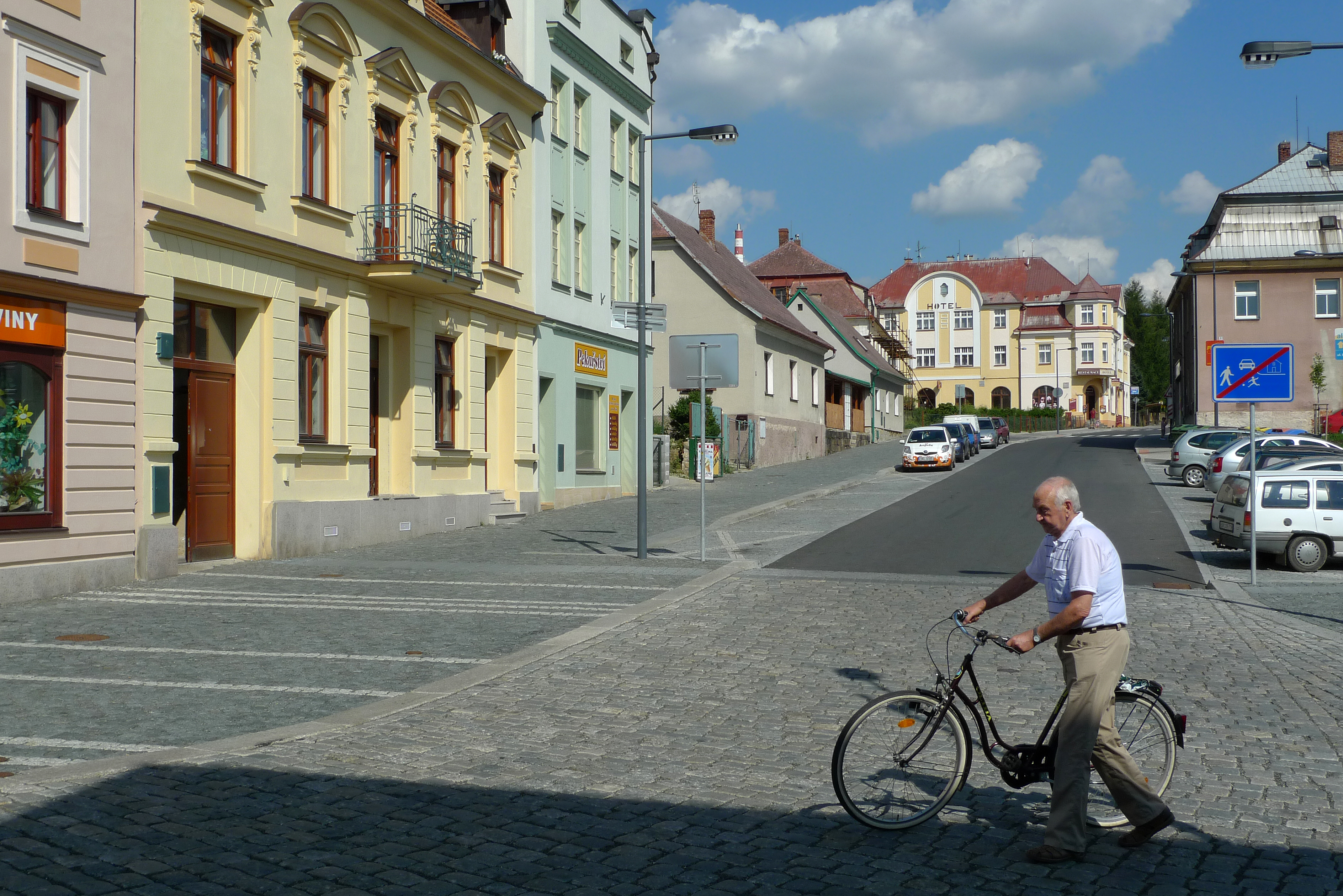
Hrádecká ulice
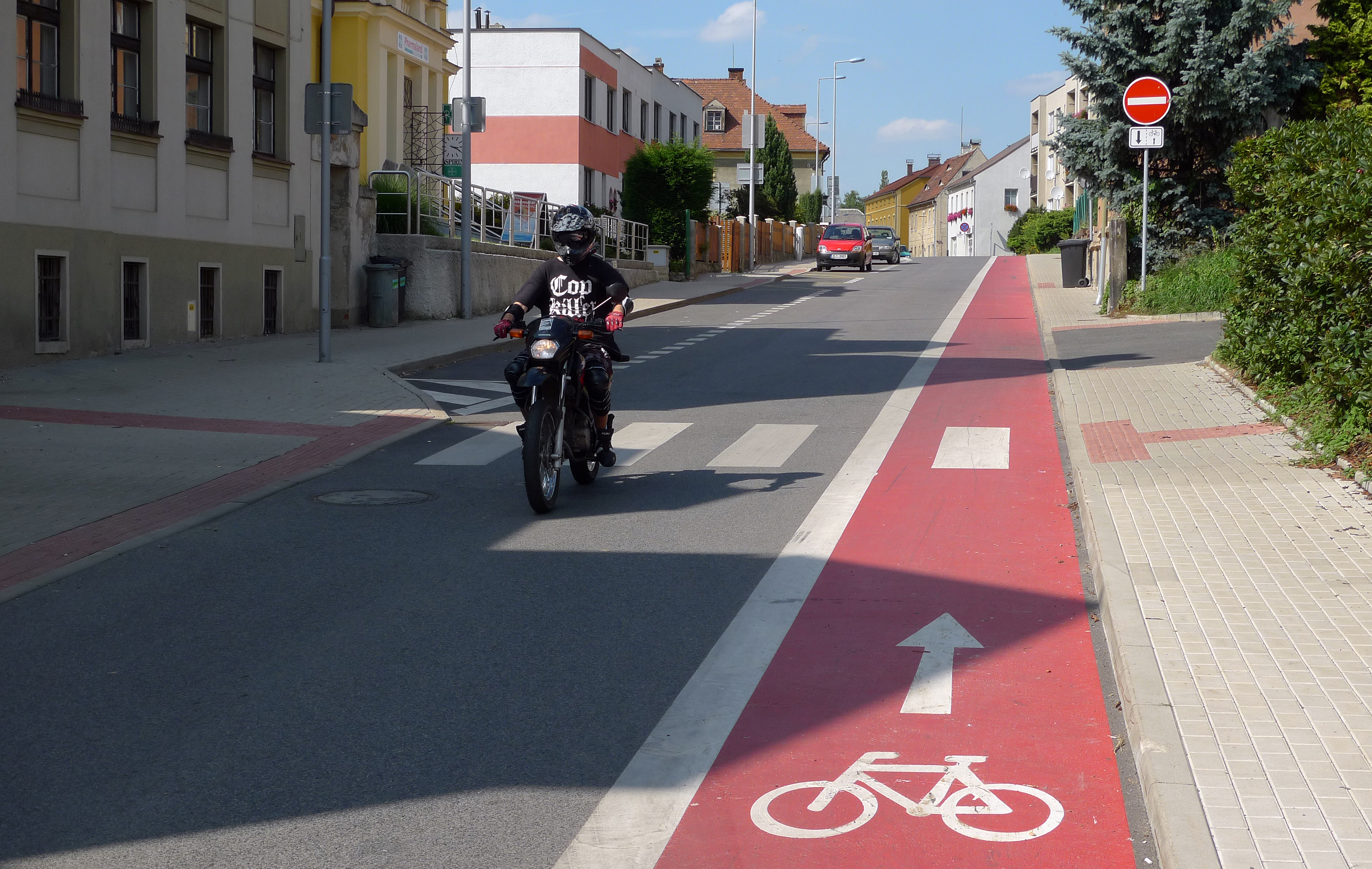
Cyklistické pruhy v centru města
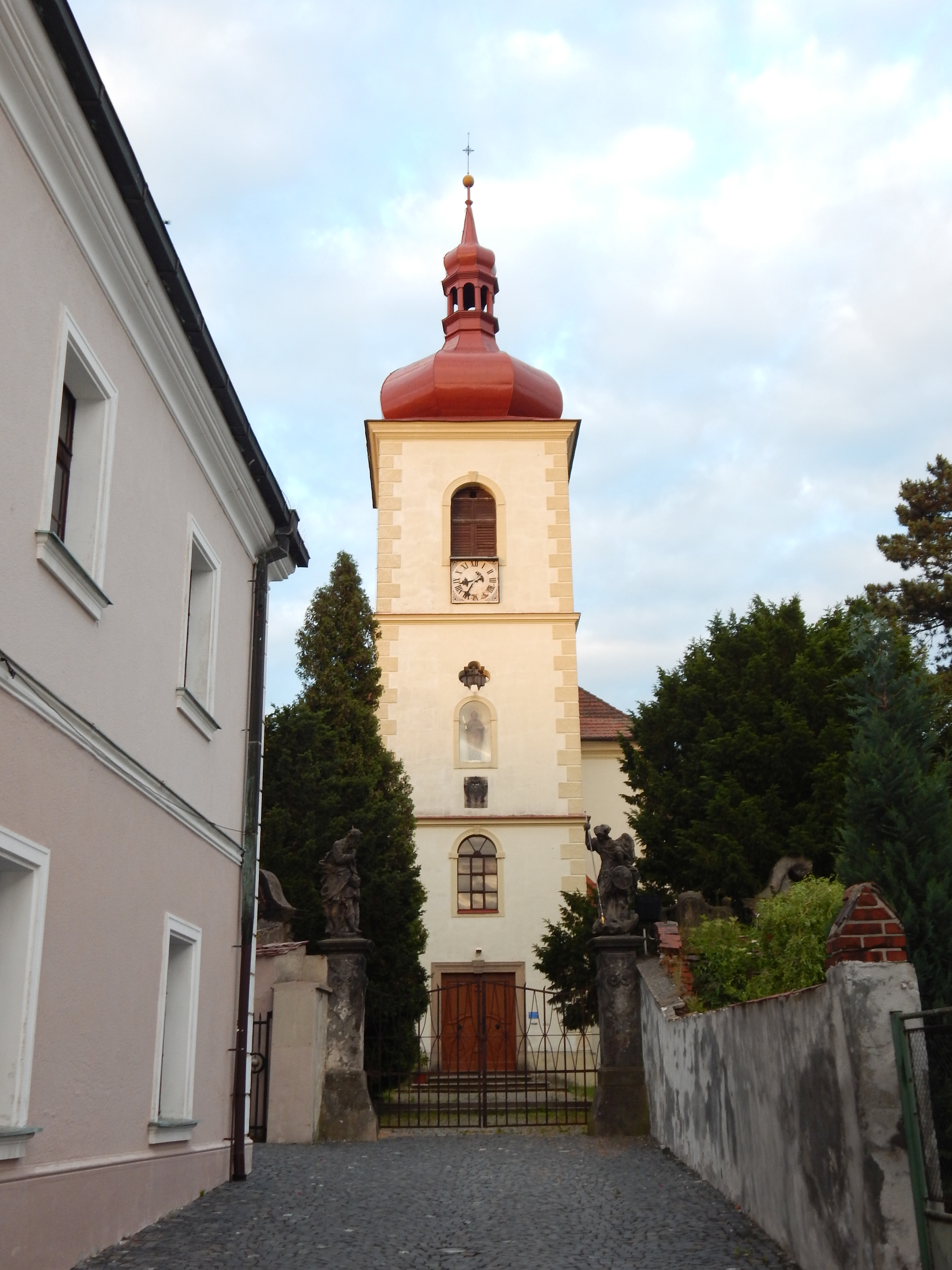
Kostel svatého Bartoloměje
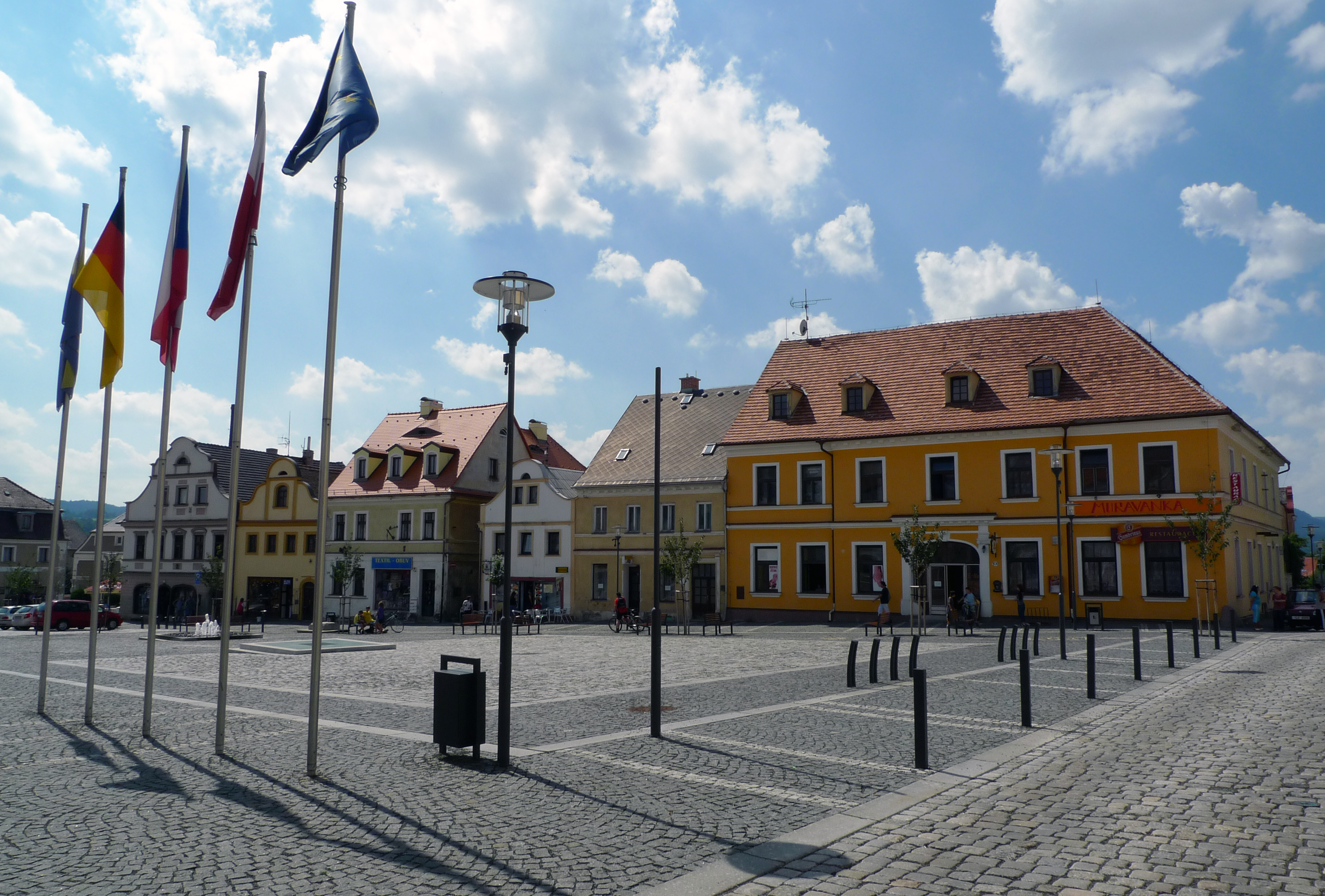
Horní náměstí před městským úřadem
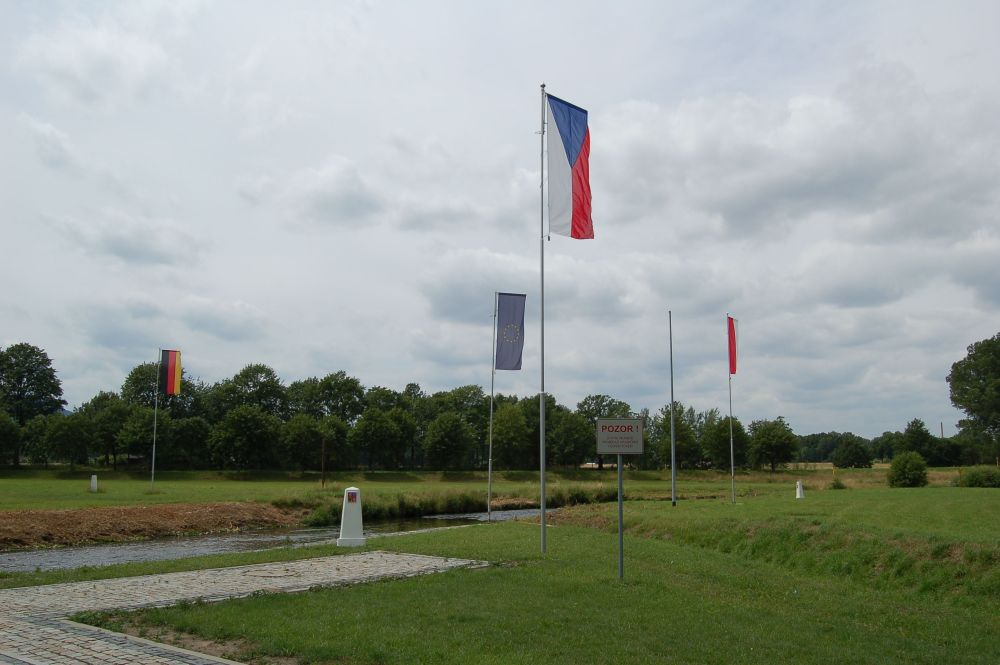
Česko-polsko-německé trojmezí
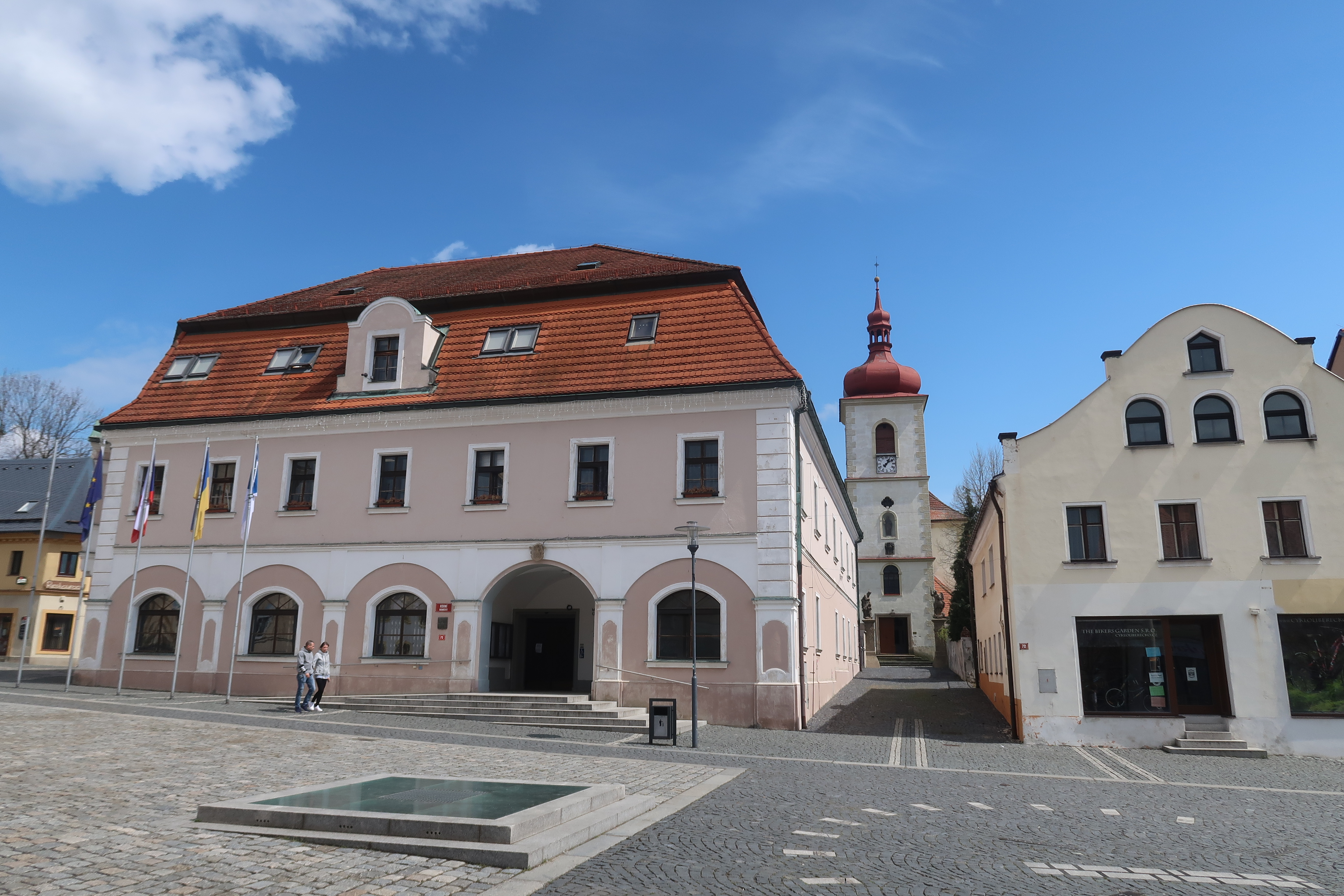
Horní náměstí s městským úřadem a kostelem svatého Bartoloměje
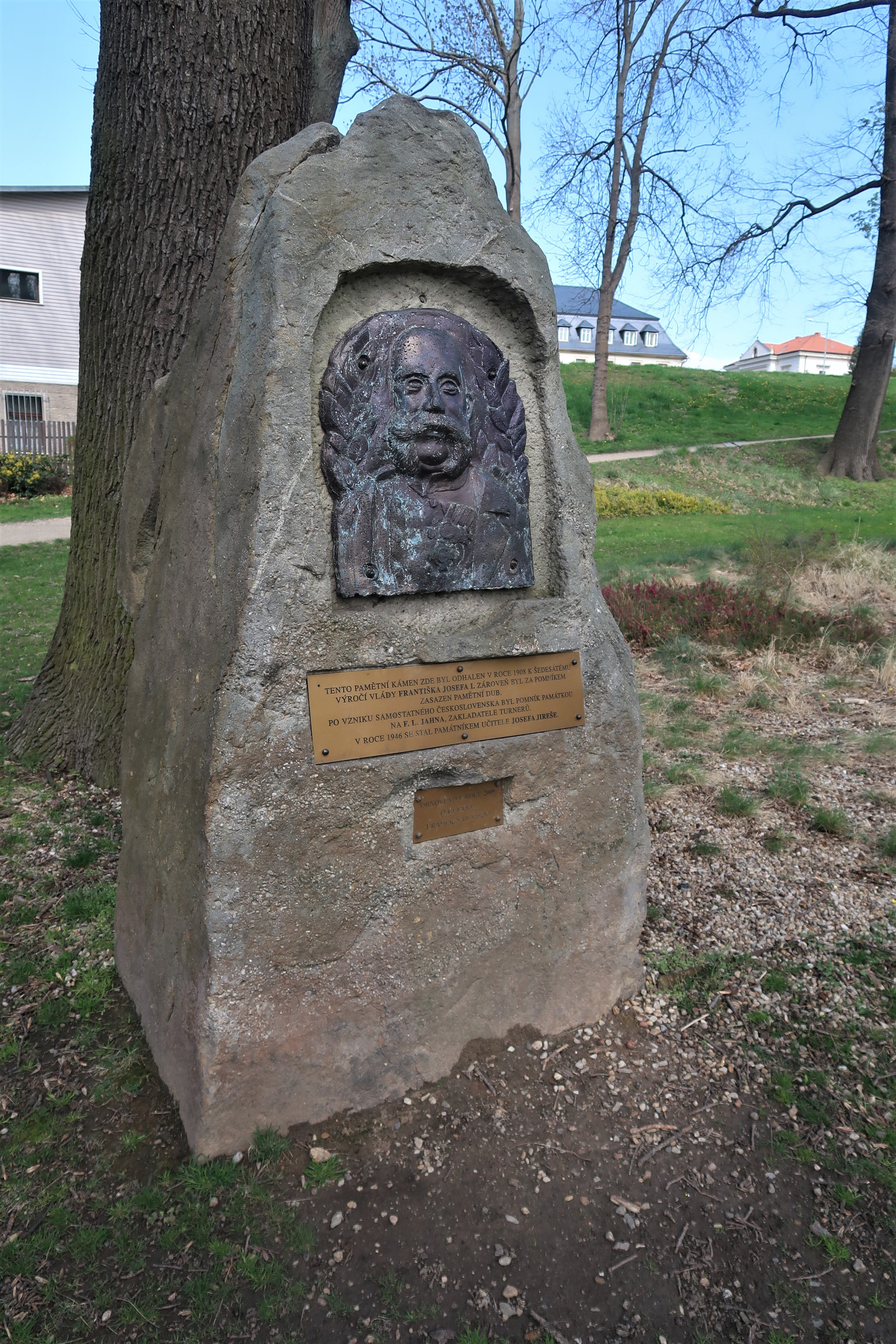
Pomník císaře Františka Josefa v městském parku
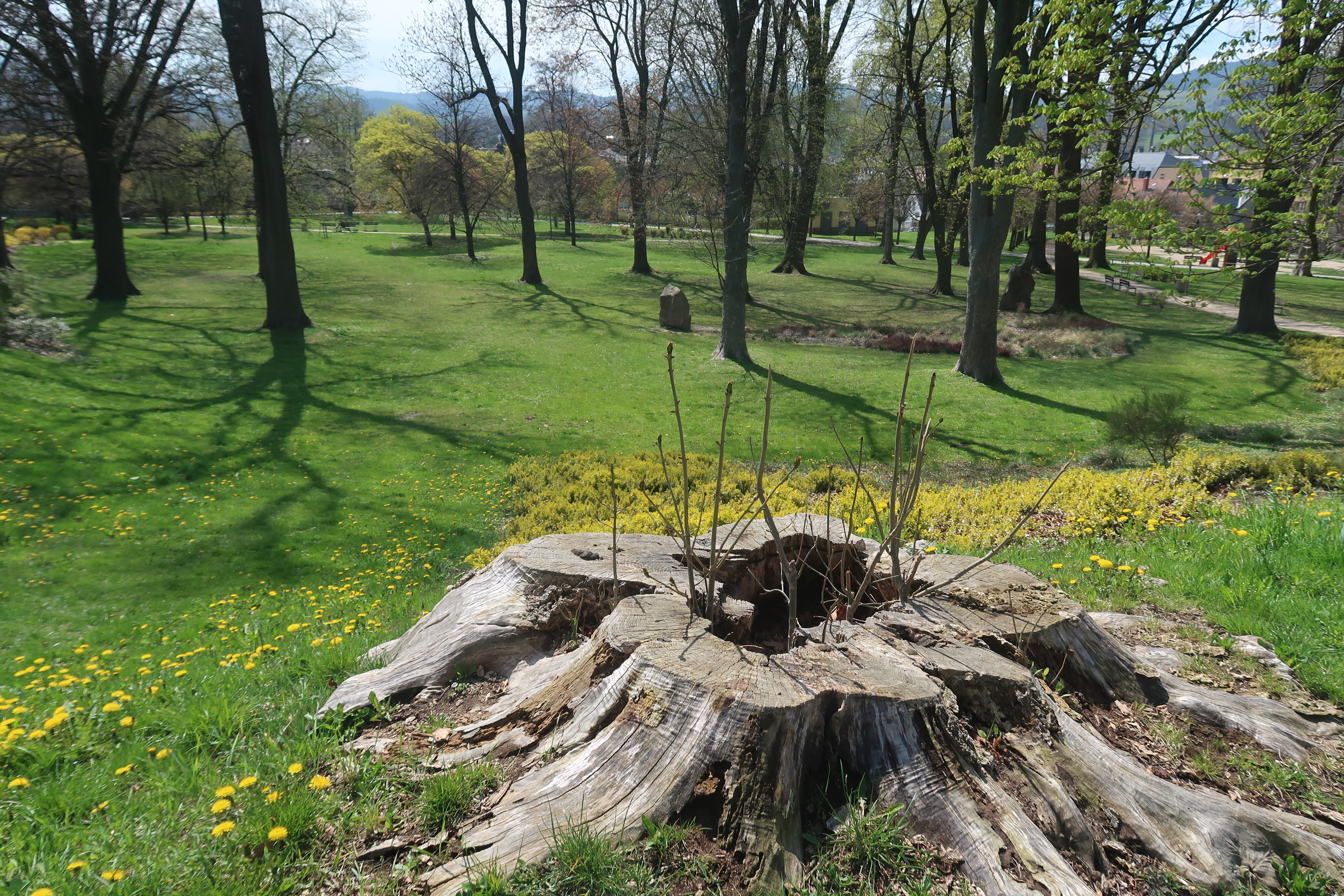
Městský park
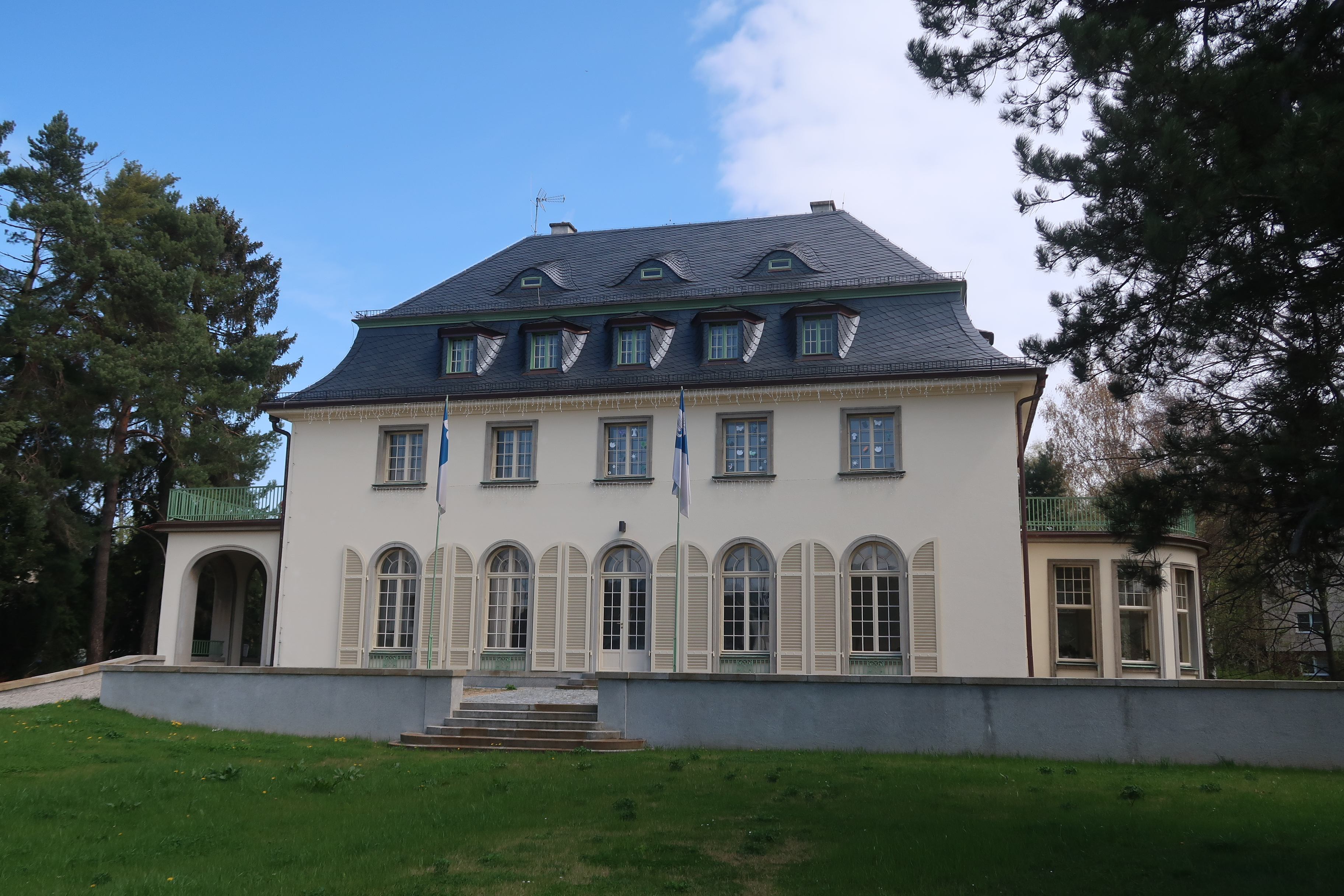
Vila ředitele továrny Oswalda Schuberta (1924) ve Václavské ulici
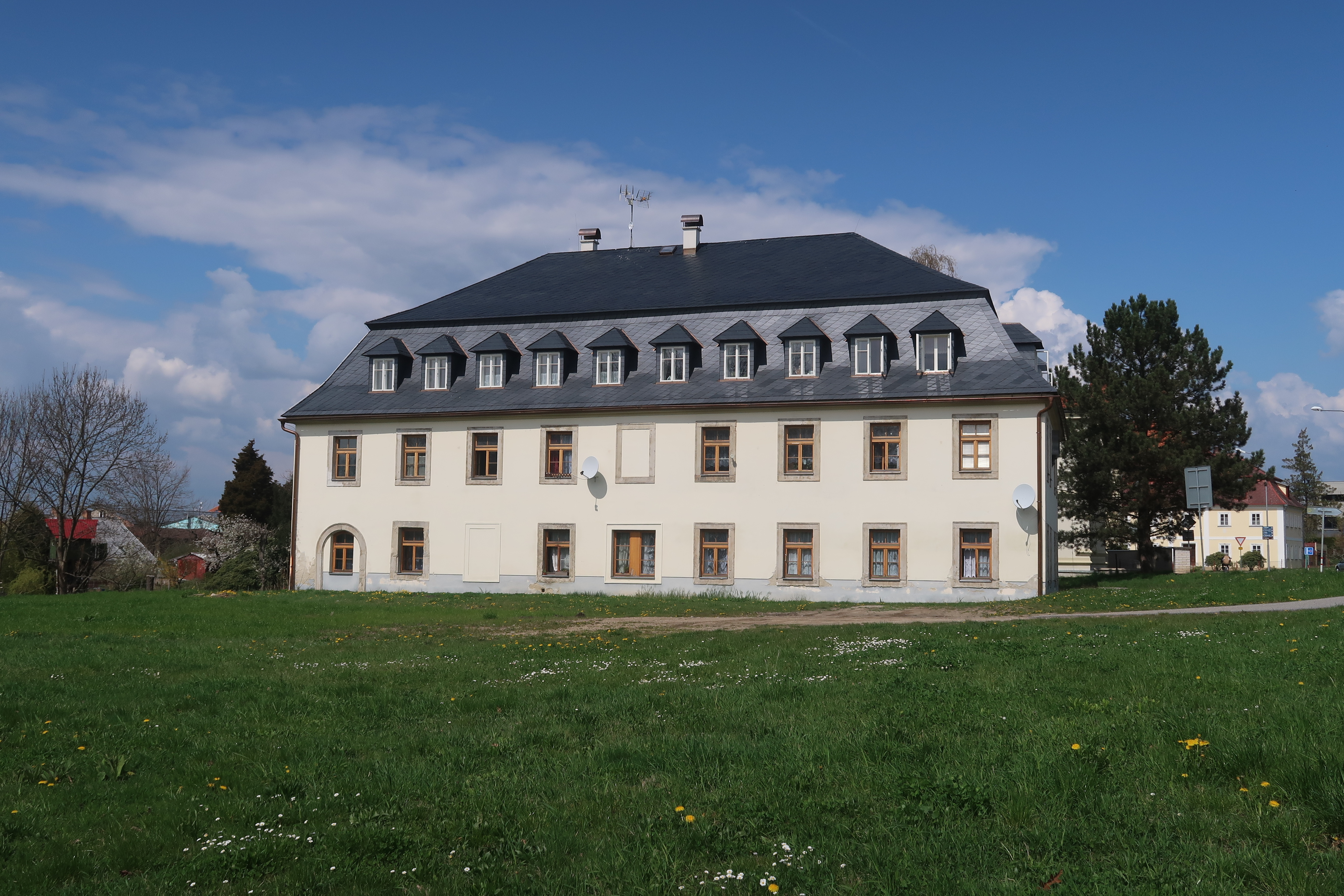
Bývalá textilní manufaktura (1723) v ulici Generála Svobody
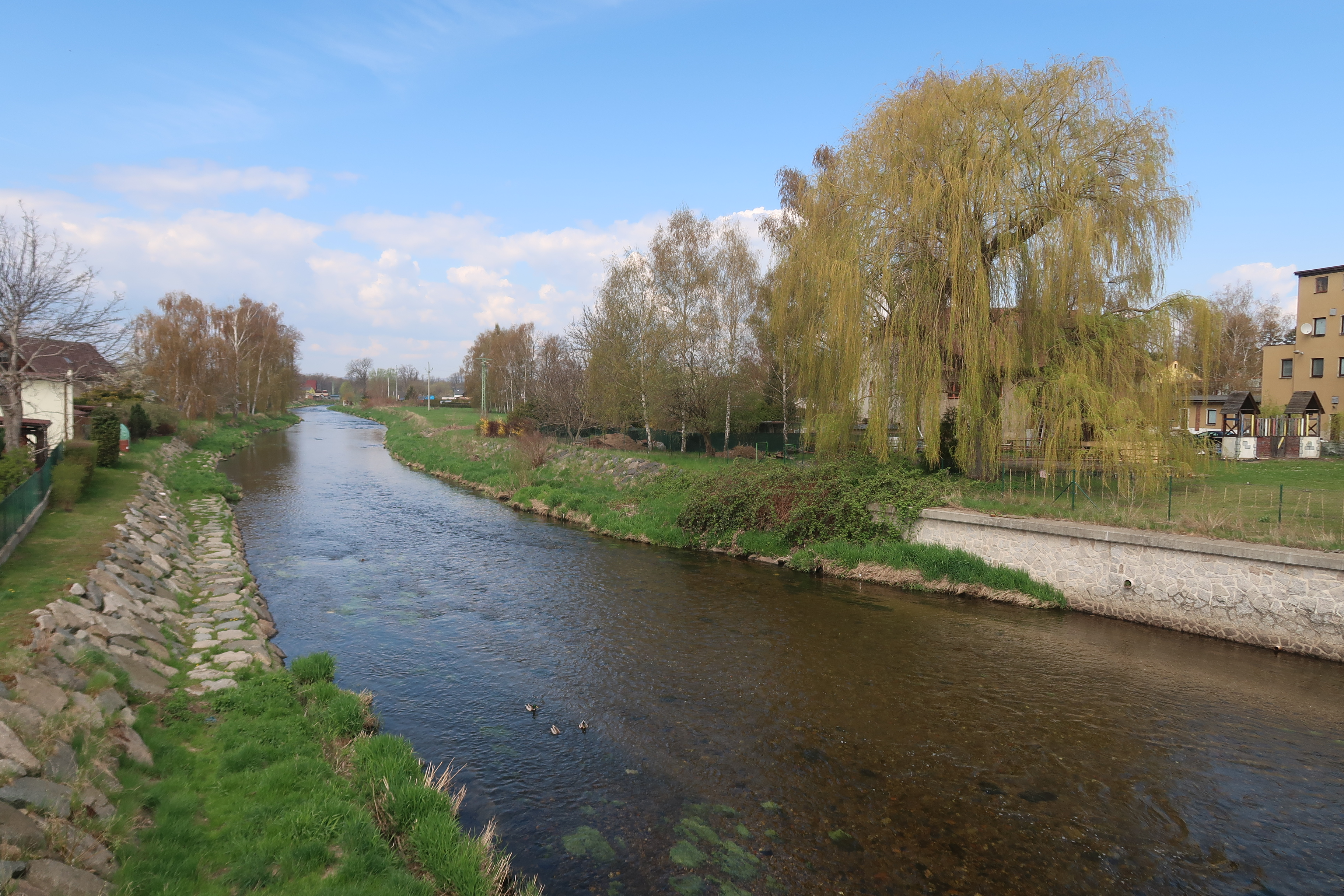
Řeka Lužická Nisa